# Orchesterverein Aarau
Der Orchesterverein Aarau (OVA) ist ein Amateur-Sinfonieorchester im Schweizer Kanton Aargau.
Der Verein besteht durchgehend seit 1889, als Aarau noch rund 7000 Einwohner umfasste. Er ermöglichte der Bevölkerung erstmals, in Aarau regelmäßig Sinfoniekonzerte zu besuchen. Während einer Hochphase im ersten Abschnitt des 20. Jahrhunderts gelangten vor dem Ersten Weltkrieg die Oper Das goldene Kreuz zur Aufführung und noch im Jahr 1923 die Oper Die Regimentstochter.
Im Laufe der Zeit traten mit dem Orchester viele renommierte Solisten auf. In den alten Konzertbüchern des Vereins sind dazu unter anderem solche Namen wie Yehudi Menuhin (1916–1999), Aida Stucki (1921–2011), Arthur Grumiaux (1921–1986), Henryk Szeryng (1918–1988) oder Clara Haskil (1895–1960) zu finden.
Ab 1963 und während über 25 Jahren leitete János Tamás (1936–1995) das Orchester. Aktuell besteht der OVA aus gut 50 Aktivmitgliedern und rund 300 Passiv-, Ehren- und Gönnermitgliedern.